# Șarpe zburător
Șarpele veninos zburător este o creatură menționată în Cartea lui Isaia 30:6:
„Proorocie despre fiarele de la miazăzi: Printr-o țară de strâmtorare și îngrijorare, cu lei și leoaice mugitoare, năpârci și șerpi zburători, ei duc pe măgari avuțiile lor și pe cămile comorile lor, către un popor care nu le folosește la nimic.”

## Cartea lui Isaia
- Isaia 14:29 Nu te veseli, toată țara Filistenilor, fiindcă a fost zdrobit toiagul care te lovea. Căci din rădăcina șarpelui va ieși o viperă și din urmașii lui un șarpe zburător.

Mai apar și alte referințe despre șarpele veninos fără a se menționa și zburător în Biblia ebraică, de exemplu în:
- Deuteronomul 8:15 Care te-a povățuit prin pustiul cel mare și groaznic, unde sunt șerpi veninoși, scorpioni și locuri arse de soare și fără de apă;
- Cartea Numeri 21:6-8 Atunci a trimis Domnul asupra poporului șerpi veninoși, care mușcau poporul, și a murit mulțime de popor din fiii lui Israel. A venit deci poporul la Moise și a zis: "Am greșit, grăind împotriva Domnului și împotriva ta; roagă-te Domnului, ca să depărteze șerpii de la noi". Și s-a rugat Moise Domnului pentru popor. Iar Domnul a zis către Moise: "Fă-ți un șarpe de aramă și-l pune pe un stâlp; și de va mușca șarpele pe vreun om, tot cel mușcat care se va uita la el va trăi.

## Cartea Mormonilor
În Cartea Mormonilor, 1Nephi 17:41 ...el a trimis șerpi veninoși care zboară printre ei, și după ce au fost muscați a pregătit un leac.